# Anomocephalus africanus
Anomocephalus africanus è un terapside estinto, appartenente agli anomodonti. Visse nel Permiano medio (circa 260 milioni di anni fa) e i suoi resti fossili sono stati ritrovati in Sudafrica.

## Descrizione
Questo animale doveva essere di corporatura relativamente tozza e robusta, e le dimensioni erano piuttosto grandi rispetto a quelle di altri animali simili dell'epoca: il solo cranio era lungo circa 20 centimetri. Il cranio era dotato di orbite abbastanza grandi e possedeva un muso moderatamente allungato. Anomocephalus possedeva una dentatura completa costituita da denti dalla corona alta presenti in ciascun lato della mascella, compresi incisivi a forma di cucchiaio. Erano presenti anche ampi denti sul palato. Le serie di denti di mascella e mandibola andavano a incastrarsi perfettamente una volta che la bocca era chiusa, così come avviene nei mammiferi, e permettevano ad Anomocephalus di masticare piante. Un animale molto simile, Tiarajudens del Sudamerica, possedeva anche due lunghi canini superiori.

## Classificazione
Anomocephalus è stato descritto per la prima volta nel 1999 sulla base di resti fossili ritrovati nella zona di Williston (Karroo, Sudafrica). Anomocephalus è considerato uno dei più primitivi fra gli anomodonti, un grande gruppo di terapsidi erbivori che nel corso della loro evoluzione diedero origine ad animali quasi privi di denti (i dicinodonti), dotati di due sole zanne corte nella mascella e di un becco corneo simile a quello delle tartarughe. Affine ad Anomocephalus è Tiarajudens, del Sudamerica.

## Paleobiogeografia
La scoperta di Anomocephalus in Sudafrica ha corroborato l'ipotesi che gli anomodonti si siano originatisi nei continenti meridionali (Gondwana) piuttosto che in quelli settentrionali (Laurasia), come precedentemente ritenuto. Altri fossili di animali simili, come Biseridens rinvenuto in Cina, proverebbero invece il contrario. Anomocephalus viveva in aree aride con fiumi e laghi, piuttosto simili ad alcune aree attuali della Namibia e del Botswana.